# プラティケラトプス
プラティケラトプス Platyceratops は、カンパニアン(約7500万～7200万年前)の角竜類の属の一つ。モンゴルで化石が発見された。頭骨はバガケラトプスのものよりも大きい。バガケラトプス科か新角竜類であると考えられている。学名は古代ギリシャ語で「平らな角の顔」を意味する。模式標本はプラティケラトプス・タタリノヴィ Platyceratops tatarinovi で、2003年にアリファノフによって記載された。バガケラトプスと同種である可能性があると考えられている。

## 分類
プラティケラトプスはオウムに似た嘴をもつ植物食恐竜である角竜類に含まれる。角竜類は白亜紀後期に北米大陸とアジアで繁栄した。プラティケラトプスの化石の独自性は疑わしい。プラティケラトプスとバガケラトプスは共にカーミーンツァフのレッドベッドで見つかっており、その事は同種である可能性を示唆する。